# The Handmaid's Tale (5.ª temporada)
A quinta temporada de The Handmaid's Tale estreou no serviço de streaming Hulu em 14 de setembro de 2022. Baseada no romance homônimo da escritora canadense Margaret Atwood, esta é a última temporada com Bruce Miller como showrunner da série.

## Elenco  e personagens

### Principal
- Elisabeth Moss como June Osborne
- Yvonne Strahovski como Serena Joy Waterford
- Madeline Brewer como Janine
- Ann Dowd como Lydia Clements / Tia Lydia
- O. T. Fagbenle como Lucas "Luke" Bankole
- Max Minghella como Comandante Nick Blaine
- Samira Wiley como Moira Strand
- Amanda Brugel como Rita Blue
- Bradley Whitford como Comandante Joseph Lawrence
- Sam Jaeger como Mark Tuello

### Recorrente
- Ever Carradine como Naomi Putnam
- Amy Landecker como Sra. Mackenzie
- Mckenna Grace como Esther Keyes
- Natasha Mumba como Danielle
- Victoria Sawal como Tyler
- Amanda Zhou como Vicky
- Carey Cox como Rose Blaine
- Jason Butler Harner como Comandante Mackenzie
- Jonathan Watton como Comandante Matthew Calhoun
- Rossif Sutherland como Ezra Shaw
- Genevieve Angelson como Alanis Wheeler
- Lucas Neff como Ryan Wheeler

### Participação
- Nina Kiri como Alma / Ofrobert
- Bahia Watson como Brianna / Oferic
- Christine Ko como Lily
- Clea DuVall como Sylvia

## Produção
Em 10 de dezembro de 2020, antes da estreia da quarta temporada, o Hulu renovou a série para uma quinta temporada.  A 5ª temporada começou a ser produzida em Toronto em fevereiro de 2022 e continuou até julho de 2022. Em maio de 2022, a atriz Alexis Bledel deixou a série antes da quinta temporada e declarou: "Depois de muito pensar, senti que deveria me afastar de The Handmaid's Tale". Em 8 de setembro de 2022, antes da estreia da quinta temporada, o Hulu renovou a série para uma sexta e última temporada. Em março de 2023, foi relatado que Bruce Miller havia deixado o cargo de showrunner de The Handmaid's Tale, a fim de se concentrar na adaptação do spin-off The Testaments para a televisão. Eric Tuchman e Yahlin Chang foram nomeados co-showrunners da sexta e última temporada, embora também tenha sido anunciado que Miller permaneceria envolvido e escreveria dois episódios para a temporada.

## Episódios
| N.º na série | N.º na temp. | Título                                  | Dirigido por     | Escrito por               | Lançamento             |
| --- | ------------ | --------------------------------------- | ---------------- | ------------------------- | ---------------------- |
| 47 | 1            | "Morning" "Bom Dia" (BR)                | Elisabeth Moss   | Bruce Miller              | 14 de setembro de 2022 |
| Após o assassinato de Fred, June, eufórica, confessa a Luke e Moira seu envolvimento e dirige até um restaurante para se encontrar com as ex-aias que a ajudaram, incluindo Danielle, Tyler e Vicky. June começa a sentir sintomas de transtorno de estresse pós-traumático e fica agitada quando as encorajadas aias começam a pedir sua ajuda para caçar as pessoas que também abusaram delas em Gilead. Quando June recusa, elas a condenam por não querer ajudar, chamando-a de egoísta. Depois de perceber que Emily desapareceu, June dirige até a casa de Emily, onde sua esposa Sylvia diz a June que Emily voltou para Gilead para lutar. June tem outro episódio em um banheiro, onde ela tenta desesperadamente se limpar do sangue seco de Fred em seu corpo. June vai para o oceano e aceita suas ações, sentindo alegria e arrependimento. Ela pensa em Hannah. Não querendo viver uma vida com medo novamente, June vai se confessar às autoridades na delegacia, onde, apesar dos protestos de Luke, ela confessa ter assassinado Fred e é levada embora; como o assassinato ocorreu em terra de ninguém, June não é acusada e é libertada, mas é multada em US$ 88 por enviar o dedo de Fred para o centro de detenção do TPI. June confessa a Luke que adorou matar Fred e a Moira que tem medo de sua própria ânsia de vingança violenta, mesmo quando se sente perturbada por suas ações; Moira diz a June que tem medo dela e não tem certeza se June cuidará de Nichole sozinha. Serena é informada da morte de Fred e Tuello lhe dá detalhes de seu assassinato. Depois de supor que June foi a responsável, ela é posteriormente informada de que as acusações não serão feitas. Depois de ver o corpo de Fred no necrotério, Serena testemunha uma vigília à luz de velas em sua memória. Ao ver isso, ela exige voltar para Gileade com o marido para poder enterrá-lo lá. |              |                                         |                  |                           |                        |
| 48 | 2            | "Ballet" "Balé" (BR)                    | Elisabeth Moss   | Nina Fiore & John Herrera | 14 de setembro de 2022 |
| Serena retorna a Gilead para o funeral de Fred. Ela pressiona o Comandante Lawrence para torná-lo um grande evento, para mostrar ao mundo como Gilead homenageia seus líderes. Fred recebe um grande funeral com cobertura internacional. Luke e June assistem a uma apresentação de balé. Ao saírem do teatro, eles veem Hannah exibida com destaque nos jumbotrons da cidade, presenteando Serena com flores, uma ameaça orquestrada por Serena a June. Esther compartilha com Janine alguns chocolates que roubou do Comandante Putnam, que ela envenenou secretamente para matar as duas. Enquanto comem, Esther diz a Janine que a odeia, pois ela age como um mero fantoche de Gilead. Elas são descobertas engasgadas com sangue pela tia Lydia. |              |                                         |                  |                           |                        |
| 49 | 3            | "Border" "Fronteira" (BR)               | Dana Gonzales    | Aly Monroe                | 21 de setembro de 2022 |
| A perturbada tia Lydia ora pela recuperação de Janine, prometendo a Deus que ela será mais compassiva com as aias se ela se recuperar. Janine sai do coma. June marca um telefonema e Nick informa que agora está casado. Nick diz a ela que o vestido cor de ameixa usado por Hannah no funeral de Fred Waterford significa que Hannah agora tem idade para frequentar uma escola de "esposas" e que Hannah poderá se casar em breve. Embora queira ficar em Gilead, os Altos Comandantes dizem a Serena que querem que ela sirva como diplomata de Gilead em Toronto para pintar uma imagem positiva do país para a comunidade internacional, mas também porque seu status de alta-classificação, a mãe solteira a torna inadequada para o sistema de castas de Gilead. |              |                                         |                  |                           |                        |
| 50 | 4            | "Dear Offred" "Querida Offred" (BR)     | Dana Gonzales    | Jacey Heldrich            | 28 de setembro de 2022 |
| Um apoiador dos Filhos de Jacó vê June em um parque e os dois brigam verbalmente. Janine consegue andar depois de fazer fisioterapia. Lydia condena Esther pela tentativa de suicídio/assassinato, mas Janine não. Ela finalmente conta a verdade a Lydia; as mulheres presas por Lydia a odeiam. Serena é libertada da custódia do governo dos Estados Unidos no exílio; ela inicia seus esforços para erguer um Centro Cultural de Gileade em Toronto. June recebe um convite de Serena por correio para comparecer à inauguração do Centro Cultural Gilead e Luke posteriormente marca um encontro com Serena para dizer a ela que está tentando fechar a embaixada por violação das leis de construção. June mais tarde chega à embaixada em meio a uma discussão entre os apoiadores dos Filhos de Jacó e aqueles que os protestam, incluindo Moira, Danielle e Tyler. Depois que um legalista dá um soco no rosto de Moira, June dispara uma arma para o alto, causando pânico. Serena é levada às pressas para fora do prédio por seu guarda-costas, mas eles se deparam com June e Luke em fuga. June tem uma oportunidade perfeita para atirar em Serena, mas congela ao ver a gravidez de Serena e foge. |              |                                         |                  |                           |                        |
| 51 | 5            | "Fairytale" "Conto de Fadas" (BR)       | Eva Vives        | JJ. Holtham               | 5 de outubro de 2022   |
| June e Luke embarcam em uma perigosa missão na Terra de Ninguém para encontrar um Guardião que tem informações sobre a Escola das Esposas que Hannah frequenta. Eles conhecem o Guardião e passam a noite bebendo e ouvindo música com ele na pista de boliche abandonada onde ele passa os dias quando não está patrulhando. À noite, eles tentam pegar um atalho de volta ao Canadá, mas o Guardião pisa em uma mina terrestre, alertando outros sobre sua presença. Luke e June correm para a fronteira, mas são detidos por homens em caminhões pretos. Enquanto isso, Serena conhece seus novos anfitriões, os Wheelers, que parecem interessados demais em sua gravidez. Putnam e Lawrence discutem o futuro de Gilead, que Lawrence quer liberalizar com um plano que ele chama de "Nova Belém", enquanto Putnam insiste que tal plano jamais acontecerá em Gilead. |              |                                         |                  |                           |                        |
| 52 | 6            | "Together" "Juntos" (BR)                | Eva Vives        | Katherine Collins         | 12 de outubro de 2022  |
| O obstetra de Serena convida Serena para jantar, embora Serena não tenha certeza se aceita o convite. Serena e a Sra. Wheeler discutem verbalmente depois que Serena expressa o desejo de permanecer viúva em vez de se casar novamente; depois de insistir em poder dar um passeio, ela é orientada a ir para seu quarto. June e Luke são capturados pela guarda do Comandante Wheeler em na Terra de Ninguém, localizada entre Gilead e o Canadá. Quando Luke tenta resistir, ele é derrotado por essas tropas. O Comandante Wheeler informa a Serena que June foi capturada e Serena implora para poder visitar a Terra de Ninguém para testemunhar sua execução, que ela acredita ser a administração da justiça, à luz do assassinato de Fred em June. Luke é abandonado pelas tropas do Comandante Wheeler perto da fronteira, enquanto June é levada para encontrar Ezra e Serena. Serena pede a Ezra a arma para executar June, mas Serena atira em Ezra e ordena que June dirija o carro enquanto ela entra em trabalho de parto. De volta a Gileade, Esther descobre que está grávida e Lydia deseja saber como, pois não tem posto. Esther conta que foi estuprada pelo Comandante Putnam. Depois que Lydia relata o incidente ao Comandante Lawrence, que afirma não ter visto a distinção entre ele e a Cerimônia, para grande desgosto de Lydia, o Comandante Putnam é preso por ordem de Lawrence e Nick e sumariamente executado por este último, na frente de Naomi. Também é revelado que a esposa de Nick, Rose, está grávida. |              |                                         |                  |                           |                        |
| 53 | 7            | "No Man’s Land" "Terra de Ninguém" (BR) | Natalia Leite    | Rachel Shukert            | 19 de outubro de 2022  |
| Serena força June sob a mira de uma arma a conduzi-la pela Terra de Ninguém enquanto suas contrações aumentam de frequência. Após bater o carro, as duas se refugiam em um celeiro abandonado, onde o trabalho de parto de Serena se intensifica. Embora June tente abandoná-la e sair no carro após o ataque de Serena, June tem pena dela e decide ficar, ajudando-a a dar à luz seu filho, Noah. Quando o sol começa a se pôr, Serena fica com febre e June insiste que elas voltem para o Canadá. Serena inicialmente recusa, insistindo que ela não merece mais viver e que ela era apenas um recipiente para entregar Noah a uma mãe que o merece, como June. June, porém, não aceita sua filosofia de Gileade e convence Serena a voltar ao Canadá e ir para o hospital. Enquanto Serena recebe atendimento médico no hospital, June usa o telefone para ligar para Moira, que manda Luke buscá-la. Na saída, os oficiais da imigração, chamados por Luke, entram no hospital e prendem Serena por entrar ilegalmente no país, informando que ela será detida e que Noah será colocado no serviço infantil. Serena chora histericamente e implora ajuda a June. Em flashbacks, June assiste ao nascimento de uma colega serva pouco depois de ser colocada nos Waterfords. A aia passa por complicações, e seu bebê nasce de cesariana pouco antes de morrer e June junto com Janine, Alma, Brianna e as outras aias são forçadas pela tia Lydia a ficar no quarto e orar. Enquanto as aias enlutadas saem de casa, June troca um olhar de cumplicidade com Serena, que comemora o nascimento do bebê com as outras esposas. |              |                                         |                  |                           |                        |
| 54 | 8            | "Motherland" "Pátria" (BR)              | Natalia Leite    | Yahlin Chang              | 26 de outubro de 2022  |
| À medida que o sentimento anti-refugiado aumenta no Canadá, Luke e June se perguntam se ficar no Canadá é a escolha certa para eles. O Comandante Lawrence estabelece o seu assentamento em New Bethlehem numa ilha, onde afirma que os refugiados de Gileade poderão regressar e viver livremente como forma de aliviar as tensões diplomáticas com o resto do mundo. Ele viaja para Toronto, onde oferece a June a chance de se mudar para New Bethlehem e promete levar Hannah para lá também depois que ela se casar. Embora June considere fortemente esta oferta, Luke a rejeita veementemente. À medida que June fica mais convencida de que deve retornar a Gilead para salvar Hannah, um envelope estranho chega pelo correio com um DVD com um vídeo da escola de esposas de Hannah. Mark Tuello e os americanos usam o vídeo para rastrear a localização de Hannah e dizem a June que farão um ataque militar para resgatar as meninas. Enquanto isso, Serena está na detenção de imigração, onde extrai leite materno para dar aos Wheelers para alimentar Noah, já que agora eles são sua família adotiva. Lawrence diz a Serena que pode tirá-la de lá, mas apenas com a condição de que ela fique com os Wheelers para amamentar Noah. Ela liga para June, que a visita para dizer que elas não são amigas e que se ela quiser sair da detenção, deveria voltar a morar com os Wheelers e planejar sua vingança. Serena é colocada sob custódia dos Wheelers, que a repreendem por ser uma mãe ruim antes de permitir que ela alimente Noah. |              |                                         |                  |                           |                        |
| 55 | 9            | "Allegiance" "Lealdade" (BR)            | Bradley Whitford | Eric Tuchman              | 2 de novembro de 2022  |
| O ataque militar à escola de Hannah termina em tragédia quando os caças são abatidos pela defesa aérea de Gileade. Lawrence liga para June, alegando que o incidente foi em legítima defesa e pede que ela se junte a New Bethlehem, mas ela novamente recusa e com raiva revela seu envolvimento na morte da falecida esposa de Lawrence, Eleanor. Para receber informações melhores, Tuello pede a June que convença Nick a ser uma toupeira dos canadenses dentro de Gilead. Após o encontro, Nick revela seu desejo de melhorar a imagem internacional de Gilead ao lado de Lawrence, bem como a gravidez de sua esposa Rose, recusando a oferta canadense e professando seu amor contínuo por June, que retribui. Para aumentar sua posição de poder e protegê-la da lei de Gileade, Lawrence pede a Naomi Putnam em casamento. Em outro lugar, Serena pede ao Comandante Wheeler que use sua influência e imagem com Noah na reabertura do Centro Cultural Gilead em Toronto para persuadir os canadenses a se juntarem à Gilead, com o que ele concorda, para grande indignação de sua esposa. No Centro, quando Serena está prestes a ser mandada de volta para casa sem Noah, ela foge com ele após receber ajuda da Martha dos Wheelers. O serviço memorial dos pilotos americanos perdidos é interrompido pelos contínuos protestos anti-refugiados, que terminam subitamente em tiros dirigidos a June. |              |                                         |                  |                           |                        |
| 56 | 10           | "Safe" "Em Segurança" (BR)              | Elisabeth Moss   | Bruce Mille               | 9 de novembro de 2022  |
| June se sente desconfortável no Canadá após o atentado contra sua vida, à medida que o sentimento anti-refugiado aumenta, mas Luke garante a ela que eles estão bem. Enquanto ela caminhava para fora, um caminhão com um adesivo de Gileade atropelou-a antes de passar por cima de seu braço. Antes que o caminhão possa esmagá-la, Luke intervém e bate severamente no motorista e June é levada às pressas para o hospital. Enquanto isso, Nick se preocupa cada vez mais com a segurança de June, sabendo que Gilead não irá parar até que ela morra. Ele decide aceitar a oferta de Tuello de ser um espião para proteger June. Depois de visitar June no hospital, Nick retorna a Gilead e dá um soco em Lawrence em seu casamento, culpando-o pelo ataque. Enquanto Nick está na prisão, Rose o visita e diz que sabia que ele ainda amava June e diz que terminou com ele. Janine é informada por tia Lydia que ela será colocada com o Comandante Lawrence e Naomi. Inicialmente aberta à ideia de passar mais tempo com a filha, Janine ataca Naomi quando ela é chamada de "Ofjoseph" por ela, dizendo a Naomi que esse não é o nome dela e que ela a odeia. Como resultado, Janine é posteriormente presa pelos Olhos junto com a Martha da casa de Lawrence, que foi vista dando a Janine informações sobre a segurança de June. De volta ao Canadá, o motorista que atacou June morre em consequência do espancamento de Luke, e Rita informa que a polícia de Toronto emitirá um mandado de prisão contra ele. Luke considera isso uma reação exagerada, mas June insiste que eles não podem esperar até que seja tarde demais para partir, como fizeram em Boston durante a ascensão de Gilead. Eles inicialmente planejam voar de Toronto para Honolulu via Anchorage, mas Tuello chega para informá-los que a polícia os estará esperando no aeroporto. Em vez disso, ele lhes oferece novos documentos de viagem e passagem em um trem com destino a Vancouver, de onde podem pegar um barco para o Havaí. Na fila da estação de trem, os dois veem a polícia verificando documentos. Percebendo que June e Nichole não podem ficar em segurança com ele, Luke fica para trás e é preso enquanto eles embarcam no trem. Enquanto está no trem, June ouve outro bebê chorar e encontra Serena e Noah no trem também. |              |                                         |                  |                           |                        |

## Recepção

### Resposa da crítica
No Rotten Tomatoes, a quinta temporada recebeu críticas positivas de 80% dos 31 críticos, com avaliação média de 7,55/10. O consenso crítico do site diz: "The Handmaid's Tale perdeu sua urgência depois de espalhar sua premissa outrora arrebatadora em uma temporada focada nas consequências da vingança, mas as mulheres de Gilead ainda são interpretadas com exatidão convincente." No Metacritic, recebeu uma pontuação média de 63 em 100, com base em 7 avaliações, indicando "avaliações geralmente positivas".
Os críticos receberam os primeiros oito episódios da temporada para revisar. Escrevendo para o IGN, Tara Bennett deu uma nota "boa" de 7 em 10 e escreveu em seu veredicto: "The Handmaid's Tale continua sendo o canário na mina de carvão dos programas de TV [...]. Elisabeth Moss continua a dar uma transmissão ao vivo de atuação como a ex-serva/agora refugiada canadense June Osborne. [...] Mas no geral, a série continua a sofrer com histórias muito comedidas que parecem não conseguir recapturar a energia cinética das duas primeiras temporadas. " Abby Cavenaugh do Collider classificou-o com "B-" e disse: "A 5ª temporada é cheia de altos escassos e baixos muito baixos, muito drama de grande impacto e cenas emocionais. Alguns dos maiores eventos desta temporada levam a alguns momentos bastante desconfortáveis assistindo, mas os espectadores que persistirem serão recompensados com alguns grandes momentos que terão repercussões na temporada final.